# Pauschalabgabe
Die Pauschalabgabe (umgangssprachlich Urheberrechtsabgabe, in der Schweiz Leerdatenträgervergütung, in Österreich bekannt als Speichermedienvergütung) ist
- eine Vergütung zur Abgeltung urheberrechtlicher Ansprüche,
- eine Vergütung für das Vervielfältigen und öffentlich Zugänglichmachen urheberrechtlich geschützter Waren und Güter.

Berechnet wird sie als Zuschlag auf den Preis von Geräten oder Medien zum Anfertigen oder Speichern von Vervielfältigungen (§ 54 Urheberrechtsgesetz), als Abgabe für das Betreiben solcher Geräte (§ 54c und § 53a UrhG) und für das öffentlich Zugänglichmachen geschützter Güter (§ 52a und § 27 Abs. 2 UrhG).
Die Pauschalabgabe ersetzt dabei die Bezahlung jeder einzeln erbrachten Leistung durch eine pauschale Abgeltung, allerdings ohne das Vervielfältigen, das Zugänglichmachen oder den Gebrauch der Güter in jedem Fall zu legalisieren. Vielmehr ist es eine Abgeltung für legale Privatkopien und legale Zugänglichmachungen, illegale Schwarzkopien sollen damit nicht abgegolten werden. Beim Bestimmen des Tarifs wird durch die Verwertungsgesellschaften in regelmäßigen Abständen das Nutzerverhalten analysiert und daraus die Höhe der Abgaben berechnet.
Die Einforderung der Pauschalabgabe bei den Geräteherstellern und -importeuren wird von der Zentralstelle für private Überspielungsrechte (kurz ZPÜ) wahrgenommen. Diese verteilt das Vergütungsaufkommen an ihre Gesellschafter (u. a. GEMA, VG Wort und VG Bild-Kunst). Diese wiederum schütten einen Teil der Einnahmen an ihre Mitglieder aus, da sie Urheber der vervielfältigten Werke sein können.
Da heute fast jedes technische Gerät digitale Kopien erzeugen kann, ist die Anzahl der betroffenen Produkte fast unübersehbar und damit die Tarifierung und Durchsetzung der Abgabenzahlung schwierig geworden. Gleichzeitig nimmt die Bedeutung der Privatkopie aufgrund einer veränderten Mediennutzung wie zum Beispiel durch Musik-Streaming stark ab. Daher hat sich die Bundesregierung im Koalitionsvertrag 2018 vorgenommen, das System zu reformieren und technologieneutral auszugestalten.

## Geschichte
Das Bundesverfassungsgericht hat bereits im Jahr 1971 bezüglich der damaligen Leerkassettenvergütung entschieden, dass die Pauschalabgabe zulässig sei.

## Aktuelle Sätze in Deutschland
Alle Tarifangaben ohne Umsatzsteuer.

### Vergütungen durch Hersteller von Geräten und Medien
In Deutschland werden Vergütungen für Geräte und Speichermedien, die für Privatkopien verwendet werden, zwischen Verwertungsgesellschaften und Herstellerverbänden verhandelt. Kommt es zu einer Einigung, werden sogenannte Gesamtverträge abgeschlossen. Die darin vereinbarten Vergütungssätze gelten zugleich als Tarife der Verwertungsgesellschaften. Gesamtverträge sind Rahmenverträge, denen die Mitglieder der Verbände beitreten können.
- Reprographiegeräte[9]
  - Scanner ab 1. Januar 2008: 12,50 €
  - Thermo- und Tintenfax ab 1. Januar 2008: 5,00 €
  - Laserfax ab 1. Januar 2008: 10,00 €
  - Tintendrucker ab 1. Januar 2008: 5,00 €
  - Tintenmultifunktionsgeräte ab 1. Januar 2008: 15,00 €
  - Laserdrucker ab 1. Januar 2008: 12,50 €
  - Lasermultifunktionsgeräte und Kopierer ab 1. Januar 2008 (ggf. zusätzlich jährliche Betreiberabgabe)
bis 14 Seiten/Minute: 25,00 €
bis 39 Seiten/Minute: 50,00 €
ab 40 Seiten/Minute: 87,50 €

Mitglieder des Herstellerverbandes BITKOM erhalten einen Nachlass von 20 % (Gesamtvertrag Reprographiegeräte).
- PC: 13,19 €[11][12]
  - Business-PC: 4,00 €
  - kleiner mobiler PC: 10,63 €
- Tablet-Computer: 8,75 €[13][14]
  - Business-Tablets: 3,50 €
- Brenner[15]
  - Externe CD-Brenner: 2,50 €
  - Externe DVD-Brenner: 2,50 €
  - Zum Einbau bestimmte Brenner, ab 1. Januar 2008 bis 31. Dezember 2010: 1,88 €[16]

- Mobiltelefone: 6,25 €[17][14]
  - Business-Mobiltelefon: 3,13 €
- Digitale chipbasierte Speichermedien (Speicherkarten, USB-Sticks u. ä.)[18]
  - ab 1. Juli 2012 bis 31. Dezember 2019: 0,14 € für USB-Sticks und Speicherkarten bis einschließlich 8 GB Speicherkapazität
  - ab 1. Juli 2012 bis 31. Dezember 2019: 0,30 € für USB-Sticks und Speicherkarten größer als 8 GB Speicherkapazität
  - ab 1. Januar 2020: 0,30 € für USB-Sticks und Speicherkarten
- Digitale optische Speichermedien (CD, DVD und Bluray Rohlinge) je Stück[19]
  - CD-R: 0,0125 €
  - CD-RW: 0,025 €
  - DVD+/-R 4,7 GB: 0,025 €
  - DVD+/-RW 4,7 GB: 0,05 €
  - DVD-RAM 4,7 GB: 0,05 €
  - DVD-RAM 9,4 GB: 0,10 €
  - DVD Double Sided 9,4 GB: 0,10 €
  - DVD Double Layer / Dual Layer 8,5 GB: 0,05 €
  - Blu-ray 25 GB ab 1. Januar 2012: Wird noch ermittelt, der Tarif ab 1. Januar 2008 von 3,473 € je Stück wurde aufgehoben[20]
- Festplatten[21]
  - Externe Festplatten: 4,44 €
  - Business-Festplatten: 1,33 €
- Produkte der Unterhaltungselektronik:[22]
  - Videorekorder: 2,00 €
  - Kassettenrekorder: 0,50 €
  - DVD-Rekorder ohne Aufzeichnungsfunktion auf VHS-Kassette und ohne eingebauten Speicher: 3,50 €
  - DVD-Rekorder mit Aufzeichnungsfunktion auf VHS-Kassette, aber ohne eingebauten Speicher: 3,50 €
  - DVD-Rekorder ohne Aufzeichnungsfunktion auf VHS-Kassette, aber mit eingebautem Speicher: 12,00 €
  - DVD-Rekorder mit Aufzeichnungsfunktion auf VHS-Kassette und mit eingebautem Speicher 12,00 €
  - Set-Top-Boxen mit eingebautem Speicher: 12,00 €
  - Multimedia-Festplatten mit Aufzeichnungsfunktion: 12,00 €
  - TV-Geräte mit eingebautem Speicher: 12,00 €
  - MiniDisc-Rekorder: 1,00 €
  - CD-Rekorder: 1,00 €
  - MP3-Player: 1,50 €
  - MP4-Player: 2,50 €
  - Set-Top-Boxen ohne eingebauten Speicher, aber mit Aufzeichnungsfunktion auf externes lokales Speichermedium: 1,25 €
  - TV-Geräte ohne eingebauten Speicher, aber mit Aufzeichnungsfunktion auf externes lokales Speichermedium: 1,25 €
- Smartwatches: 1,50 €[23]

- Ältere Speichermedien bzw. Leermedien[24]
  - Audio-Leerkassetten, DAT-Kassetten, Minidisks, Audio-CD-R und Audio-CD-RW ab 1. Januar 2008: 0,0614 € je Spielstunde, z. B. bei 50 CD-Rohlingen zu 80 Minuten 4,09 €.
  - VHS-Leerkassetten ab 1. Januar 2008: 0,087 € je Spielstunde.
- Clouds: Seit September 2022 versuchte die ZPÜ gegenüber Cloud-Anbietern die Forderung geltend zu, „Auskünfte über Stückzahlen an Clouds zu erteilen, die seit 2019 in Deutschland in den Verkehr gebracht bzw. an Kunden überlassen wurden“ bzw. werden. Ein Tarif wurde bislang nicht veröffentlicht.[25] Im Frühjahr 2024 wies der BGH diese Forderungen zurück.[26]

### Vergütungen durch Betreiber von Geräten
- Vergütung für Kopiergeräte von Copyshops[27]
  - in Hochschulnähe (bis 500 m) 2013: 160,00 €, 2014: 166,00 €
  - in Hochschulstädten 2013: 119,00 €, 2014: 124,00 €
  - in Orten ohne Hochschule: 2013: 88,00 €, 2014: 91,00 €

- Vergütung für Kopiergeräte von sonstigen Betreibern
  - in Hochschulgebäuden 2013: 405,00 €, 2014: 418,00 €
  - in allg. öff. Bibliotheken 2013: 183,00 €, 2014: 190,00 €
  - sonstige Standorte 2013: 41,50 €, 2014: 43,30 €

- Vergütung für Kopien an allgemeinbildenden sowie berufsbildenden Schulen[28]
  - Kalenderjahr 2011: 7.300.000,00 €
  - Kalenderjahr 2012: 7.800.000,00 €
  - Kalenderjahr 2013: 8.500.000,00 €
  - Kalenderjahr 2014: 9.000.000,00 €

Von allen Bundesländern gemeinsam zu zahlen an die Verwertungsgesellschaften Wort, Musikedition und die Zentralstelle Fotokopieren an Schulen.
- Versand von Kopien, z. B. einiger Buchseiten, der Bibliotheken an ihre Kunden
  - Schüler 1,00 €, Privatperson 3,00 €, Unternehmen 12,00 €[29]

### Vergütungen aufgrund öff. Zugänglichmachung
- Vergütung für Öffentliche Zugänglichmachung für Unterricht und Forschung (z. B. Intranet an Schulen) von allen Bundesländern an die Verwertungsgesellschaft
  - Für Schulen vom 1. August 2009 bis 31. Juli 2013: €1.760.000,00[30]
  - Für Hochschulen für 2009, 2010, 2011 und 2012: 731.000,00 € + 800.000,00 € + 1.000.000,00 € + 1.000.000,00 €.[31]

### Vergütungen aufgrund von Vermietung und Verleihung ohne Gewinnerzielungsabsicht
- Vergütung für öffentliche Vermietung und Verleihung ohne Gewinnerzielungsabsicht (Bibliotheken, Werkbüchereien) von allen Bundesländern an die Verwertungsgesellschaft[32]
  - 2010 und 2011: jeweils 16.799.139,00 €
  - 2012: 16.933.532,00 €
  - 2013: 17.069.000,00 €
  - 2014: 17.222.621,00 €

## Situation in anderen Ländern
In Luxemburg und im Vereinigten Königreich wird keine Pauschalabgabe auf Speichermedien erhoben. Verschiedene auf Speichermedien spezialisierte Onlinehändler haben sich daher in Luxemburg niedergelassen und bedienen von dort den gesamten europäischen Binnenmarkt.
In Finnland wurden Pauschalabgaben auf Geräte und Speichermedien zum 31. Dezember 2014 abgeschafft. Seit dem Jahr 2015 erfolgt die Kompensation für Privatkopien aus dem Staatshaushalt.
In der Schweiz erhebt die SUISA Gebühren für CD- und DVD-Rohlinge, MP3-Player, Smartphones, Tablets und Geräte zur Filmwiedergabe mit eingebautem Speicher.
In Österreich erhebt die Austro Mechana als Schwestergesellschaft der AKM Pauschalgebühren (Speichermedienvergütung, veraltet: Leerkassettenvergütung) für Tonträger.
In Ungarn werden durch die Verwertungsgesellschaft artisjus Gebühren für CD- und DVD-Rohlinge erhoben. Belastete Produkte werden mit einem Aufkleber gekennzeichnet, welcher einer Steuermarke ähnelt.